# Uwe Sauer
Uwe Sauer, född den 30 augusti 1943 i Hamburg i Tyskland, är en västtysk ryttare.
Han tog OS-guld i lagtävlingen i dressyr i samband med de olympiska ridsporttävlingarna 1984 i Los Angeles.